# Wim Schot
Wim Schot (Zierikzee, 1927 – Renesse, 28 januari 2019) was een Nederlands mosselvisser uit Zierikzee. Ten tijde van de watersnood van 1953 redde hij tientallen mensen die erdoor getroffen werden.
Schot woonde bij de haven in Zierikzee ten tijde van de ramp. Hij was tijdig gewaarschuwd door zijn vader en andere oude vissers voor het gevaar zodat hij zijn vrouw en kind tijdig in veiligheid kon brengen. Toen op 1 februari de omvang van de ramp duidelijk werd, gebruikte hij een roeiboot om veel mensen uit de lager gelegen gedeelten van Zierikzee in veiligheid te brengen. Later ging hij met zijn neef Jan Schot de polder van Ouwerkerk in om mensen te redden, met als eerste doel Capelle. Evenals Ouwerkerk was ook Capelle zwaar getroffen, dusdanig dat het niet meer herbouwd werd. Schot heeft, met zijn neef, vele tientallen mensen gered en in veiligheid gebracht.
Op 4 november 2010 kreeg Schot in het Watersnoodmuseum het eerste exemplaar van het boek Watersnood overhandigd door auteur Kees Slager, als eerbetoon voor zijn daden in 1953.
Wim Schot overleed in 2019 op 91-jarige leeftijd.